# 瓜達區
瓜達區（葡萄牙語：Distrito de Guarda，葡萄牙語：[ˈɡwaɾðɐ] ⓘ）是葡萄牙中北部內陸的一個區。面積5,518平方公里，人口173,716人 （2001年）。首府瓜达，下分14市镇。

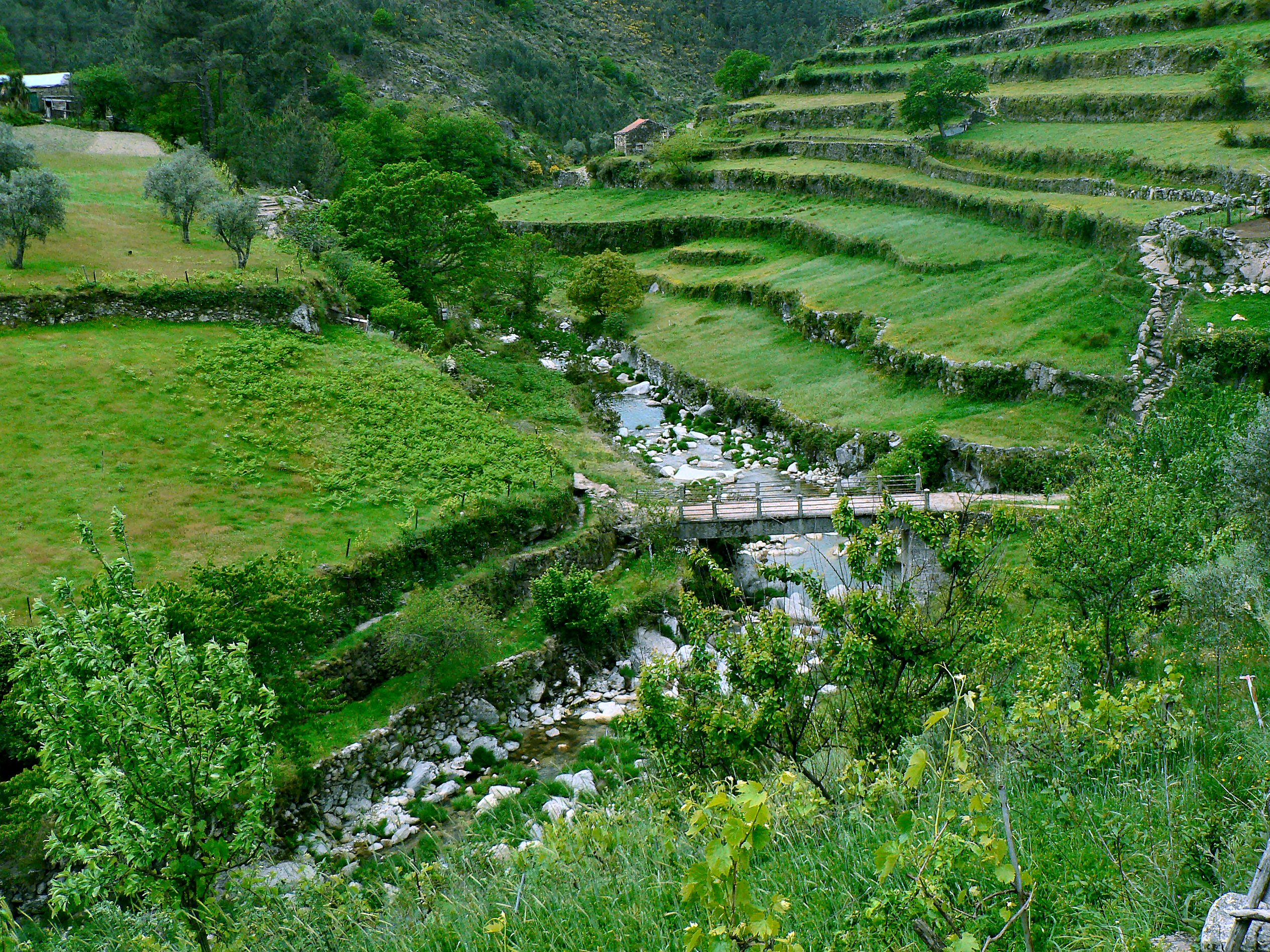
瓜達區洛里加的田地